# Emanuel Vogel

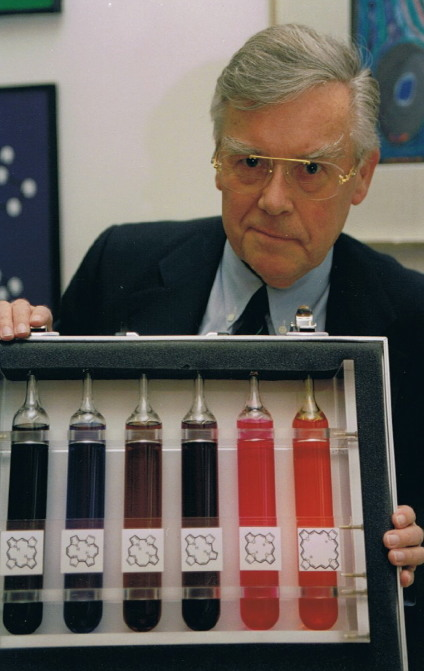
Emanuel Vogel

Emanuel Vogel (* 2. Dezember 1927 in Ettlingen; † 31. März 2011 in Karlsruhe) war ein deutscher Chemiker.

## Leben
Emanuel Vogel studierte in Karlsruhe Chemie und promovierte 1952 bei Rudolf Criegee. Vogel war 1955 als Postdoktorand bei Arthur C. Cope am Massachusetts Institute of Technology (MIT) in Cambridge, USA, und habilitierte sich 1957 an der Technischen Hochschule Karlsruhe. Bis 1961 wirkte Vogel dort anschließend als Privatdozent. Von 1961 bis zu seiner Emeritierung hatte er als Nachfolger des Nobelpreisträgers Kurt Alder für mehr als 35 Jahre den Lehrstuhl für Organische Chemie an der Universität zu Köln inne.
Gegenstand seiner Forschung und zahlreicher Publikationen war die Chemie aromatischer Verbindungen (Annulene und Porphyrin-Analoga).
1983 wurde Emanuel Vogel zum Mitglied der Leopoldina gewählt.

## Auszeichnungen und Preise
Für seine Arbeiten wurde er mit zahlreichen wissenschaftlichen Auszeichnungen geehrt, darunter Ehrendoktorwürden angesehener Universitäten, Mitgliedschaften in Akademien und herausragende Wissenschaftspreise:
- 1975 Emil-Fischer-Medaille der GDCh
- 1994 Gay-Lussac-Humboldt-Preis
- 2000 erster Preisträger des Robert Burns Woodward Career Award in Porphyrin Chemistry für seine grundlegenden Forschungen zur Chemie der Porphyrine[3]

## Emanuel-Vogel-Vorlesung
Seit 2014 gedenkt seiner die Universität zu Köln jährlich durch eine von seinem Schüler Engelbert Zass, ETH Zürich, gestiftete Emanuel-Vogel-Vorlesung. Damit werden Chemiker aus dem Forschungsgebiet von Vogel mit einem Bezug zur Universität zu Köln geehrt; die Preisträger erhalten eine von dem Pharmazeuten und Künstler Hermann J. Roth als Auftragsarbeit geschaffene Grafik.
- 2014: Jean-Marie Lehn (ISIS-Université de Strasbourg) „Perspectives in Chemistry: From Supermolecular Chemistry towards Adaptive Chemistry“
- 2015: Frank Würthner (Universität Würzburg) „Functional Nanosystems Based on Dye Aggregates“
- 2016: Jonathan L. Sessler (University of Texas at Austin) „Expanded Porphyrins: A Personal Journey“
- 2017: Dongho Kim (Yonsei University, Seoul) „Hückel, Möbius, Baird and 3-Dimensional Aromaticity in Various Expanded Porphyrins“
- 2018: Andreas Hirsch (Universität Erlangen-Nürnberg) „Chemistry of Synthetic Carbon Allotropes“
- 2019: Henning Hopf (Technische Universität Braunschweig) „Forschung – eine Fahrt ins Blaue“
- 2022: Louisa de Cola (Universität Mailand) „Self-Assembly of luminescent metal complexes in solution and in vivo“
- 2023: Carsten Bolm (RWTH Aachen) „Mechanochemistry: The use of mills in synthetic organic chemistry“
- 2024: Rainer Herges (Christian-Albrechts-Universität zu Kiel) „Artificial Intelligence and Machine Learning in Chemistry: Are Computers Able to Discover New Chemical Reactions?“